# Let's Get It On
Let's Get It On är ett musikalbum av Marvin Gaye som lanserades i augusti 1973. Skivans låtar spelades in mellan 1970 och 1973 i Detroit och Los Angeles (Motown flyttade all verksamhet till Los Angeles 1972). Let's Get It On är kanske Marvin Gayes mest varma och sensuella album och dess ljudbild bröt totalt mot det hyllade, allvarliga och samhällskommenterande albumet What's Going On. Mest berömt är det inledande titelspåret som även släpptes som singel och nådde #1 på Billboard Hot 100. Den andra singeln att släppas från skivan var låten "Come Get to This" som var inspirerad av gammal doowop. Skivan blev listad som #165 i magasinet Rolling Stones lista The 500 Greatest Albums of All Time.

## Låtlista
(kompositör inom parentes)
1. "Let's Get It On" (Marvin Gaye/Ed Townsend) – 4:44
2. "Please Stay (Once You Go Away)" (Gaye/Townsend) – 3:32
3. "If I Should Die Tonight" (Gaye/Townsend) – 3:57
4. "Keep Gettin' It On" (Gaye/Townsend) – 3:12
5. "Come Get to This" (Gaye) – 2:40
6. "Distant Lover" (Gaye/Gwen Gordy/Sandra Greene) – 4:15
7. "You Sure Love to Ball" (Gaye) – 4:43
8. "Just to Keep You Satisfied" (Gaye/Anna Gordy Gaye/Elgie Stover) – 4:35

## Listplaceringar
- Billboard 200, USA: #2[1]
- UK Albums Chart, Storbritannien: #39[2]